# Salisnytschne (Polohy)
Salisnytschne (ukrainisch Залізничне; russisch Зализничное/Salisnitschnoje) ist eine Siedlung städtischen Typs in der ukrainischen Oblast Saporischschja mit etwa 1100 Einwohnern (2014).

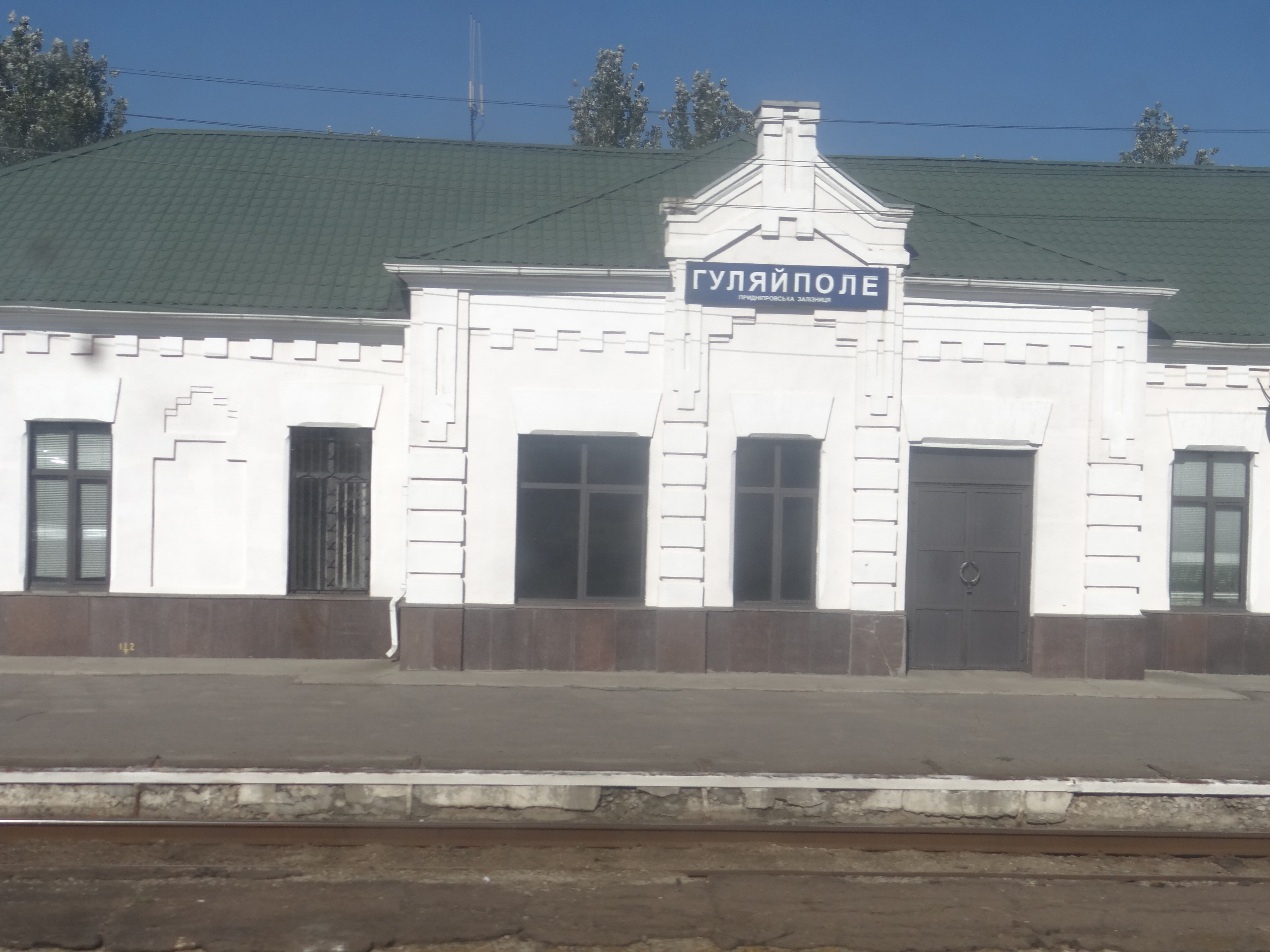
Bahnhofsgebäude im Ort

Die im Zuge des Baus der heutigen Bahnstrecke Berdjansk–Tschaplyne 1898 gegründete Bahnhofssiedlung wurde 1937 20-ritschschja Schowtnja (20-річчя Жовтня) benannt und erhielt dann 1960 den Status einer Siedlung städtischen Typs sowie seinen heutigen Namen.
Salisnytschne liegt im Rajon Polohy 10 km westlich vom ehemaligen Rajonzentrum Huljajpole. Das Oblastzentrum Saporischschja liegt etwa 90 km nordwestlich von Salisnytschne.
Am 12. Juni 2020 wurde die Siedlung ein Teil der neugegründeten Stadtgemeinde Huljajpole, bis dahin bildete sie die gleichnamige Siedlungsratsgemeinde Salisnytschne (Залізнична селищна рада/Salisnytschna selyschtschna rada) im Südwesten des Rajons Huljajpole.
Am 17. Juli 2020 kam es im Zuge einer großen Rajonsreform zum Anschluss des Rajonsgebietes an den Rajon Polohy.